# Golden Globe-díj a legjobb férfi főszereplőnek (musical- vagy vígjátéksorozat)
A Legjobb férfi főszereplő (musical- vagy vígjátéksorozat) kategóriában a Hollywood Foreign Press Association szervezet ad át televíziós Golden Globe-díjat, az 1962-ben megtartott 19. Golden Globe-gála óta. Első alkalommal Charles Daly és Bob Newhart kapta meg az akkor még összevont, "Legjobb TV-sztár – Férfi" néven átadott díjat. 1969-től külön kategóriákra bontották a dráma és a vígjáték műfajokat, 1980-ig "Legjobb TV-színész – Musical vagy vígjáték" néven osztották ki. 1980-tól a jelenlegi elnevezést használják.
A legutóbbi, 2025-ös díjátadón Jeremy Allen White bizonyult a legjobbnak, A mackó című vígjáték-drámasorozat főszereplőjeként. Alan Alda rendelkezik a legtöbb díjjal és jelöléssel: a M*A*S*H című sorozattal tizenegy jelölésből hatot nyert meg.

## Győztesek és jelöltek

### 1960-as évek
| Év                                          | Színész                  | Színész                         | Szerep                   | Cím                      | Adó                      |
| Legjobb TV-sztár – Férfi                    | Legjobb TV-sztár – Férfi | Legjobb TV-sztár – Férfi        | Legjobb TV-sztár – Férfi | Legjobb TV-sztár – Férfi | Legjobb TV-sztár – Férfi |
| 1961 19. gála                               |                          |                                 |                          |                          |                          |
| ------------------------------------------- | ------------------------ | ------------------------------- | ------------------------ | ------------------------ | ------------------------ |
| 1961 19. gála                               | John Charles Daly        |                                 |                          |                          |                          |
| 1961 19. gála                               | Bob Newhart              |                                 |                          |                          |                          |
| 1962 20. gála                               |                          |                                 |                          |                          |                          |
|                                             | Richard Chamberlain      | James Kildare                   | Dr. Kildare              | NBC                      |                          |
| 1963 21. gála                               |                          |                                 |                          |                          |                          |
|                                             | Mickey Rooney            | Mickey Grady                    | Mickey                   | ABC                      |                          |
| Richard Boone                               | több szereplő            | The Richard Boone Show          | NBC                      |                          |                          |
| Jackie Gleason                              | több szereplő            | The Jackie Gleason Show         | CBS                      |                          |                          |
| Lorne Greene                                | Ben Cartwright           | Bonanza                         | NBC                      |                          |                          |
| E.G. Marshall                               | Lawrence Preston         | The Defenders                   | CBS                      |                          |                          |
| 1964 22. gála                               |                          |                                 |                          |                          |                          |
|                                             | Gene Barry               | Amos Burke                      | Burke's Law              | ABC                      |                          |
| Richard Crenna                              | James Slattery           | Slattery's People               | CBS                      |                          |                          |
| James Franciscus                            | John Novak               | Mr. Novak                       | NBC                      |                          |                          |
| David Janssen                               | Richard Kimble           | The Fugitive                    | ABC                      |                          |                          |
| Robert Vaughn                               | Napoleon Solo            | The Man from U.N.C.L.E.         | NBC                      |                          |                          |
| 1965 23. gála                               |                          |                                 |                          |                          |                          |
|                                             | David Janssen            | Richard Kimble                  | The Fugitive             | ABC                      |                          |
| Ben Gazzara                                 | Paul Bryan               | Run for Your Life               | NBC                      |                          |                          |
| David McCallum                              | Illya Kuryakin           | The Man from U.N.C.L.E.         | NBC                      |                          |                          |
| Robert Vaughn                               | Napoleon Solo            | The Man from U.N.C.L.E.         | NBC                      |                          |                          |
| 1966 24. gála                               |                          |                                 |                          |                          |                          |
|                                             | Dean Martin              | több szereplő                   | The Dean Martin Show     | NBC                      |                          |
| Bill Cosby                                  | Alexander Scott          | I Spy                           | NBC                      |                          |                          |
| Robert Culp                                 | Kelly Robinson           | I Spy                           | NBC                      |                          |                          |
| Ben Gazzara                                 | Paul Bryan               | Run for Your Life               | NBC                      |                          |                          |
| Christopher George                          | Sam Troy                 | The Rat Patrol                  | ABC                      |                          |                          |
| 1967 25. gála                               |                          |                                 |                          |                          |                          |
|                                             | Martin Landau            | Rollin Hand                     | Mission: Impossible      | CBS                      |                          |
| Brendon Boone                               | Főnök                    | Garrison's Gorillas             | ABC                      |                          |                          |
| Ben Gazzara                                 | Paul Bryan               | Run for Your Life               | NBC                      |                          |                          |
| Dean Martin                                 | több szereplő            | The Dean Martin Show            | NBC                      |                          |                          |
| Andy Williams                               | több szereplő            | The Andy Williams Show          | NBC                      |                          |                          |
| 1968 26. gála                               |                          |                                 |                          |                          |                          |
|                                             | Carl Betz                | Clinton Judd                    | Judd, for the Defense    | ABC                      |                          |
| Raymond Burr                                | Robert T. Ironside       | Ironside                        | NBC                      |                          |                          |
| Peter Graves                                | Jim Phelps               | Mission: Impossible             | CBS                      |                          |                          |
| Dean Martin                                 | több szereplő            | The Dean Martin Show            | NBC                      |                          |                          |
| Efrem Zimbalist Jr.                         | Lewis Erskine            | The F.B.I.                      | ABC                      |                          |                          |
| Legjobb tévészínész – musical vagy vígjáték |                          |                                 |                          |                          |                          |
| 1969 27. gála                               |                          |                                 |                          |                          |                          |
|                                             | Dan Dailey               | William Drinkwater              | The Governor & J.J.      | CBS                      |                          |
| Glen Campbell                               | önmaga                   | The Glen Campbell Goodtime Hour | CBS                      |                          |                          |
| Tom Jones                                   | önmaga                   | This Is Tom Jones               | ABC                      |                          |                          |
| Dean Martin                                 | önmaga                   | The Dean Martin Show            | NBC                      |                          |                          |
| Jim Nabors                                  | önmaga                   | The Jim Nabors Hour             | CBS                      |                          |                          |

### 1970-es évek
| Év                  | Színész                  | Színész                                 | Szerep                         | Cím                  | Adó |
| 1970 28. gála       |                          |                                         |                                |                      |     |
| ------------------- | ------------------------ | --------------------------------------- | ------------------------------ | -------------------- | --- |
| 1970 28. gála       |                          | Flip Wilson                             | több szereplő                  | The Flip Wilson Show | NBC |
| 1970 28. gála       | Herschel Bernardi        | Arnie Nuvo                              | Arnie                          | CBS                  |     |
| 1970 28. gála       | David Frost              | önmaga                                  | The David Frost Show           | szindikált           |     |
| 1970 28. gála       | Merv Griffin             | önmaga                                  | The Merv Griffin Show          | CBS                  |     |
| 1970 28. gála       | Danny Thomas             | Danny Williams                          | Make Room for Granddaddy       | ABC                  |     |
| 1971 29. gála       |                          |                                         |                                |                      |     |
|                     | Carroll O’Connor         | Archie Bunker                           | All in the Family              | CBS                  |     |
| Herschel Bernardi   | Arnie Nuvo               | Arnie                                   | CBS                            |                      |     |
| Jack Klugman        | Oscar Madison            | The Odd Couple                          | ABC                            |                      |     |
| Dick Van Dyke       | Dick Preston             | The New Dick Van Dyke Show              | CBS                            |                      |     |
| Flip Wilson         | több szereplő            | The Flip Wilson Show                    | NBC                            |                      |     |
| 1972 30. gála       |                          |                                         |                                |                      |     |
|                     | Redd Foxx                | Fred G. Sanford                         | Sanford and Son                | NBC                  |     |
| Alan Alda           | Hawkeye Pierce           | M*A*S*H                                 | CBS                            |                      |     |
| Bill Cosby          | több szereplő            | The New Bill Cosby Show                 | CBS                            |                      |     |
| Paul Lynde          | Paul Simms               | The Paul Lynde Show                     | ABC                            |                      |     |
| Carroll O’Connor    | Archie Bunker            | All in the Family                       | CBS                            |                      |     |
| Flip Wilson         | több szereplő            | The Flip Wilson Show                    | NBC                            |                      |     |
| 1973 31. gála       |                          |                                         |                                |                      |     |
|                     | Jack Klugman             | Oscar Madison                           | The Odd Couple                 | ABC                  |     |
| Alan Alda           | Hawkeye Pierce           | M*A*S*H                                 | CBS                            |                      |     |
| Dom DeLuise         | Stanley Belmont          | Lotsa Luck                              | NBC                            |                      |     |
| Redd Foxx           | Fred G. Sanford          | Sanford and Son                         | NBC                            |                      |     |
| Carroll O’Connor    | Archie Bunker            | All in the Family                       | CBS                            |                      |     |
| 1974 32. gála       |                          |                                         |                                |                      |     |
|                     | Alan Alda                | Hawkeye Pierce                          | M*A*S*H                        | CBS                  |     |
| Ed Asner            | Lou Grant                | The Mary Tyler Moore Show               | CBS                            |                      |     |
| Redd Foxx           | Fred G. Sanford          | Sanford and Son                         | NBC                            |                      |     |
| Bob Newhart         | Robert Hartley, Ph.D.    | The Bob Newhart Show                    | CBS                            |                      |     |
| Carroll O’Connor    | Archie Bunker            | All in the Family                       | CBS                            |                      |     |
| 1975 33. gála       |                          |                                         |                                |                      |     |
|                     | Alan Alda                | Hawkeye Pierce                          | M*A*S*H                        | CBS                  |     |
| Johnny Carson       | több szereplő            | The Tonight Show Starring Johnny Carson | NBC                            |                      |     |
| Redd Foxx           | Fred G. Sanford          | Sanford and Son                         | NBC                            |                      |     |
| Hal Linden          | Barney Miller százados   | Barney Miller                           | ABC                            |                      |     |
| Bob Newhart         | Robert Hartley, Ph.D.    | The Bob Newhart Show                    | CBS                            |                      |     |
| Carroll O’Connor    | Archie Bunker            | All in the Family                       | CBS                            |                      |     |
| 1976 34. gála       |                          |                                         |                                |                      |     |
|                     | Henry Winkler            | Fonzie                                  | Happy Days                     | ABC                  |     |
| Alan Alda           | Hawkeye Pierce           | M*A*S*H                                 | CBS                            |                      |     |
| Michael Constantine | Matthew Sirota bíró      | Sirota's Court                          | NBC                            |                      |     |
| Sammy Davis Jr.     | több szereplő            | Sammy and Company                       | szindikált                     |                      |     |
| Hal Linden          | Barney Miller százados   | Barney Miller                           | ABC                            |                      |     |
| Freddie Prinze      | Chico Rodriguez          | Chico and the Man                       | NBC                            |                      |     |
| Tony Randall        | Walter Franklin          | The Tony Randall Show                   | ABC                            |                      |     |
| 1977 35. gála       |                          |                                         |                                |                      |     |
|                     | Ron Howard               | Richie Cunningham                       | Happy Days                     | ABC                  |     |
| Henry Winkler       | Fonzie                   |                                         | Happy Days                     | ABC                  |     |
|                     | Alan Alda                | Hawkeye Pierce                          | M*A*S*H                        | CBS                  |     |
| Hal Linden          | Barney Miller százados   | Barney Miller                           | ABC                            |                      |     |
| Carroll O’Connor    | Archie Bunker            | All in the Family                       | CBS                            |                      |     |
| 1978 36. gála       |                          |                                         |                                |                      |     |
|                     | Robin Williams           | Mork                                    | Egy úr az űrből (Mork & Mindy) | ABC                  |     |
| Alan Alda           | Hawkeye Pierce           | M*A*S*H                                 | CBS                            |                      |     |
| Gavin MacLeod       | Merrill Stubing százados | Szerelemhajó (The Love Boat)            | ABC                            |                      |     |
| Judd Hirsch         | Alex Rieger              | Taxi                                    | ABC                            |                      |     |
| John Ritter         | Jack Tripper             | Three's Company                         | ABC                            |                      |     |
| 1979 37. gála       |                          |                                         |                                |                      |     |
|                     | Alan Alda                | Hawkeye Pierce                          | M*A*S*H                        | CBS                  |     |
| Judd Hirsch         | Alex Rieger              | Taxi                                    | ABC                            |                      |     |
| Wilfrid Hyde-White  | Emerson Marshall         | The Associates                          | ABC                            |                      |     |
| John Ritter         | Jack Tripper             | Three's Company                         | ABC                            |                      |     |
| Robin Williams      | Mork                     | Egy úr az űrből (Mork & Mindy)          | ABC                            |                      |     |

### 1980-as évek
Megjegyzés: A díj az 1980-as évek elejétől kapta meg jelenlegi – Legjobb férfi főszereplő (musical- vagy vígjátéksorozat) – elnevezését.

| Év               | Színész                 | Színész              | Szerep               | Magyar cím             | Eredeti cím | Adó |
| 1980 38. gála    |                         |                      |                      |                        |             |     |
| ---------------- | ----------------------- | -------------------- | -------------------- | ---------------------- | ----------- | --- |
| 1980 38. gála    |                         | Alan Alda            | Hawkeye Pierce       |                        | M*A*S*H     | CBS |
| 1980 38. gála    | Judd Hirsch             | Alex Reiger          | Taxi                 | Taxi                   | ABC         |     |
| 1980 38. gála    | Hal Linden              | Barney Miller        |                      | Barney Miller          | ABC         |     |
| 1980 38. gála    | Gavin MacLeod           | Merrill Stubing      | Szerelemhajó         | The Love Boat          | ABC         |     |
| 1980 38. gála    | Wayne Rogers            | Charley Michaels     |                      | House Calls            | CBS         |     |
| 1981 39. gála    |                         |                      |                      |                        |             |     |
|                  | Alan Alda               | Hawkeye Pierce       |                      | M*A*S*H                | CBS         |     |
| James Garner     | Bret Maverick           |                      | Bret Maverick        | NBC                    |             |     |
| Judd Hirsch      | Alex Reiger             | Taxi                 | Taxi                 | ABC                    |             |     |
| Gavin MacLeod    | Merrill Stubing         | Szerelemhajó         | The Love Boat        | ABC                    |             |     |
| Tony Randall     | Sidney Shore            |                      | Love, Sidney         | NBC                    |             |     |
| 1982 40. gála    |                         |                      |                      |                        |             |     |
|                  | Alan Alda               | Hawkeye Pierce       |                      | M*A*S*H                | CBS         |     |
| Robert Guillaume | Benson DuBois           |                      | Benson               | ABC                    |             |     |
| Judd Hirsch      | Alex Reiger             | Taxi                 | Taxi                 | ABC                    |             |     |
| Bob Newhart      | Dick Loudon             |                      | Newhart              | CBS                    |             |     |
| Tony Randall     | Sidney Shore            |                      | Love, Sidney         | NBC                    |             |     |
| 1983 41. gála    |                         |                      |                      |                        |             |     |
|                  | John Ritter             | Jack Tripper         |                      | Three's Company        | ABC         |     |
| Dabney Coleman   | Bill Bittinger          |                      | Buffalo Bill         | NBC                    |             |     |
| Ted Danson       | Sam Malone              | Cheers               | Cheers               | NBC                    |             |     |
| Robert Guillaume | Benson DuBois           |                      | Benson               | ABC                    |             |     |
| Bob Newhart      | Dick Loudon             |                      | Newhart              | CBS                    |             |     |
| 1984 42. gála    |                         |                      |                      |                        |             |     |
|                  | Bill Cosby              | Cliff Huxtable       | Cosby                | The Cosby Show         | NBC         |     |
| Ted Danson       | Sam Malone              | Cheers               | Cheers               | NBC                    |             |     |
| Robert Guillaume | Benson DuBois           |                      | Benson               | ABC                    |             |     |
| Sherman Hemsley  | George Jefferson        |                      | The Jeffersons       | CBS                    |             |     |
| Bob Newhart      | Dick Loudon             |                      | Newhart              | CBS                    |             |     |
| 1985 43. gála    |                         |                      |                      |                        |             |     |
|                  | Bill Cosby              | Cliff Huxtable       | Cosby                | The Cosby Show         | NBC         |     |
| Tony Danza       | Tony Micelli            | Ki a főnök?          | Who's the Boss?      | ABC                    |             |     |
| Michael J. Fox   | Alex P. Keaton          | Családi kötelékek    | Family Ties          | NBC                    |             |     |
| Bob Newhart      | Dick Loudon             |                      | Newhart              | CBS                    |             |     |
| Bruce Willis     | David Addison           | A simlis és a szende | Moonlighting         | ABC                    |             |     |
| 1986 44. gála    |                         |                      |                      |                        |             |     |
|                  | Bruce Willis            | David Addison        | A simlis és a szende | Moonlighting           | ABC         |     |
| Bill Cosby       | Cliff Huxtable          | Cosby                | The Cosby Show       | NBC                    |             |     |
| Ted Danson       | Sam Malone              | Cheers               | Cheers               | NBC                    |             |     |
| Tony Danza       | Tony Micelli            | Ki a főnök?          | Who's the Boss?      | ABC                    |             |     |
| Michael J. Fox   | Alex P. Keaton          | Családi kötelékek    | Family Ties          | NBC                    |             |     |
| 1987 45. gála    |                         |                      |                      |                        |             |     |
|                  | Dabney Coleman          | Slap Maxwell         |                      | The Slap Maxwell Story | ABC         |     |
| Michael J. Fox   | Alex P. Keaton          | Családi kötelékek    | Family Ties          | NBC                    |             |     |
| John Ritter      | Harry Hooperman nyomozó |                      | Hooperman            | ABC                    |             |     |
| Alan Thicke      | Jason Seaver            |                      | Growing Pains        | ABC                    |             |     |
| Bruce Willis     | David Addison           | A simlis és a szende | Moonlighting         | ABC                    |             |     |
| 1988 46. gála    |                         |                      |                      |                        |             |     |
| Michael J. Fox   | Michael J. Fox          | Alex P. Keaton       | Családi kötelékek    | Family Ties            | NBC         |     |
| Judd Hirsch      | Judd Hirsch             | John Lacey           | Kedves John!         | Dear John              | NBC         |     |
| Richard Mulligan | Richard Mulligan        | Harry Weston         |                      | Empty Nest             | NBC         |     |
| Ted Danson       | Ted Danson              | Sam Malone           | Cheers               | Cheers                 | NBC         |     |
| John Goodman     | John Goodman            | Dan Conner           | Roseanne             | Roseanne               | ABC         |     |
| 1989 47. gála    |                         |                      |                      |                        |             |     |
|                  | Ted Danson              | Sam Malone           | Cheers               | Cheers                 | NBC         |     |
| John Goodman     | Dan Conner              | Roseanne             | Roseanne             | ABC                    |             |     |
| Judd Hirsch      | John Lacey              | Kedves John!         | Dear John            | NBC                    |             |     |
| Richard Mulligan | Harry Weston            |                      | Empty Nest           | NBC                    |             |     |
| Fred Savage      | Kevin Arnold            |                      | The Wonder Years     | ABC                    |             |     |

### 1990-es évek
| Év                  | Színész          | Színész               | Szerep                      | Magyar cím            | Eredeti cím | Adó |
| 1990 48. gála       |                  |                       |                             |                       |             |     |
| ------------------- | ---------------- | --------------------- | --------------------------- | --------------------- | ----------- | --- |
| 1990 48. gála       |                  | Ted Danson            | Cheers                      | Cheers                | Sam Malone  | NBC |
| 1990 48. gála       | John Goodman     | Dan Conner            | Roseanne                    | Roseanne              | ABC         |     |
| 1990 48. gála       | Richard Mulligan | Harry Weston          |                             | Empty Nest            | NBC         |     |
| 1990 48. gála       | Burt Reynolds    | Wood Newton           | Kisvárosi mesék             | Evening Shade         | CBS         |     |
| 1990 48. gála       | Fred Savage      | Kevin Arnold          |                             | The Wonder Years      | ABC         |     |
| 1991 49. gála       |                  |                       |                             |                       |             |     |
|                     | Burt Reynolds    | Wood Newton           | Kisvárosi mesék             | Evening Shade         | CBS         |     |
| Ted Danson          | Sam Malone       | Cheers                | Cheers                      | NBC                   |             |     |
| Neil Patrick Harris | Doogie Howser    |                       | Doogie Howser, M.D.         | ABC                   |             |     |
| Craig T. Nelson     | Hayden Fox       |                       | Coach                       | ABC                   |             |     |
| Ed O’Neill          | Al Bundy         | Egy rém rendes család | Married... with Children    | Fox                   |             |     |
| 1992 50. gála       |                  |                       |                             |                       |             |     |
|                     | John Goodman     | Dan Conner            | Roseanne                    | Roseanne              | ABC         |     |
| Tim Allen           | Tim Taylor       | Házi barkács          | Home Improvement            | ABC                   |             |     |
| Ted Danson          | Sam Malone       | Cheers                | Cheers                      | NBC                   |             |     |
| Craig T. Nelson     | Hayden Fox       |                       | Coach                       | ABC                   |             |     |
| Ed O’Neill          | Al Bundy         | Egy rém rendes család | Married... with Children    | Fox                   |             |     |
| Burt Reynolds       | Wood Newton      | Kisvárosi mesék       | Evening Shade               | CBS                   |             |     |
| Will Smith          | Will Smith       | Kaliforniába jöttem   | The Fresh Prince of Bel-Air | NBC                   |             |     |
| 1993 51. gála       |                  |                       |                             |                       |             |     |
|                     | Jerry Seinfeld   | Jerry Seinfeld        | Seinfeld                    | Seinfeld              | NBC         |     |
| Tim Allen           | Tim Taylor       | Házi barkács          | Home Improvement            | ABC                   |             |     |
| Kelsey Grammer      | Frasier Crane    | Frasier – A dumagép   | Frasier                     | NBC                   |             |     |
| Craig T. Nelson     | Hayden Fox       |                       | Coach                       | ABC                   |             |     |
| Will Smith          | Will Smith       | Kaliforniába jöttem   | The Fresh Prince of Bel-Air | NBC                   |             |     |
| 1994 52. gála       |                  |                       |                             |                       |             |     |
|                     | Tim Allen        | Tim Taylor            | Házi barkács                | Home Improvement      | ABC         |     |
| Kelsey Grammer      | Frasier Crane    | Frasier – A dumagép   | Frasier                     | NBC                   |             |     |
| Craig T. Nelson     | Hayden Fox       |                       | Coach                       | ABC                   |             |     |
| Paul Reiser         | Paul Buchman     | Megőrülök érted       | Mad About You               | NBC                   |             |     |
| Jerry Seinfeld      | Jerry Seinfeld   | Seinfeld              | Seinfeld                    | NBC                   |             |     |
| Garry Shandling     | Larry Sanders    |                       | The Larry Sanders Show      | HBO                   |             |     |
| 1995 53. gála       |                  |                       |                             |                       |             |     |
|                     | Kelsey Grammer   | Frasier Crane         | Frasier – A dumagép         | Frasier               | NBC         |     |
| Tim Allen           | Tim Taylor       | Házi barkács          | Home Improvement            | ABC                   |             |     |
| Paul Reiser         | Paul Buchman     | Megőrülök érted       | Mad About You               | NBC                   |             |     |
| Jerry Seinfeld      | Jerry Seinfeld   | Seinfeld              | Seinfeld                    | NBC                   |             |     |
| Garry Shandling     | Larry Sanders    |                       | The Larry Sanders Show      | HBO                   |             |     |
| 1996 54. gála       |                  |                       |                             |                       |             |     |
|                     | John Lithgow     | Dick Solomon          | Űrbalekok                   | 3rd Rock from the Sun | NBC         |     |
| Tim Allen           | Tim Taylor       | Házi barkács          | Home Improvement            | ABC                   |             |     |
| Michael J. Fox      | Mike Flaherty    | Kerge város           | Spin City                   | ABC                   |             |     |
| Kelsey Grammer      | Frasier Crane    | Frasier – A dumagép   | Frasier                     | NBC                   |             |     |
| Paul Reiser         | Paul Buchman     | Megőrülök érted       | Mad About You               | NBC                   |             |     |
| 1997 55. gála       |                  |                       |                             |                       |             |     |
|                     | Michael J. Fox   | Mike Flaherty         | Kerge város                 | Spin City             | ABC         |     |
| Kelsey Grammer      | Frasier Crane    | Frasier – A dumagép   | Frasier                     | NBC                   |             |     |
| John Lithgow        | Dick Solomon     | Űrbalekok             | 3rd Rock from the Sun       | NBC                   |             |     |
| Paul Reiser         | Paul Buchman     | Megőrülök érted       | Mad About You               | NBC                   |             |     |
| Jerry Seinfeld      | Jerry Seinfeld   | Seinfeld              | Seinfeld                    | NBC                   |             |     |
| 1998 56. gála       |                  |                       |                             |                       |             |     |
|                     | Michael J. Fox   | Mike Flaherty         | Kerge város                 | Spin City             | ABC         |     |
| Thomas Gibson       | Greg Montgomery  | Dharma és Greg        | Dharma & Greg               | ABC                   |             |     |
| Kelsey Grammer      | Frasier Crane    | Frasier – A dumagép   | Frasier                     | NBC                   |             |     |
| John Lithgow        | Dick Solomon     | Űrbalekok             | 3rd Rock from the Sun       | NBC                   |             |     |
| George Segal        | Jack Gallo       | Divatalnokok          | Just Shoot Me!              | NBC                   |             |     |
| 1999 57. gála       |                  |                       |                             |                       |             |     |
|                     | Michael J. Fox   | Mike Flaherty         | Kerge város                 | Spin City             | ABC         |     |
| Thomas Gibson       | Greg Montgomery  | Dharma és Greg        | Dharma & Greg               | ABC                   |             |     |
| Eric McCormack      | Will Truman      | Will és Grace         | Will & Grace                | NBC                   |             |     |
| Ray Romano          | Raymond Barone   | Szeretünk Raymond     | Everybody Loves Raymond     | CBS                   |             |     |
| George Segal        | Jack Gallo       | Divatalnokok          | Just Shoot Me!              | NBC                   |             |     |

### 2000-es évek
| Év               | Színész            | Színész                  | Szerep                  | Magyar cím              | Eredeti cím | Adó |
| 2000 58. gála    |                    |                          |                         |                         |             |     |
| ---------------- | ------------------ | ------------------------ | ----------------------- | ----------------------- | ----------- | --- |
| 2000 58. gála    |                    | Kelsey Grammer           | Frasier Crane           | Frasier – A dumagép     | Frasier     | NBC |
| 2000 58. gála    | Ted Danson         | John Becker              |                         | Becker                  | CBS         |     |
| 2000 58. gála    | Eric McCormack     | Will Truman              | Will és Grace           | Will & Grace            | NBC         |     |
| 2000 58. gála    | Frankie Muniz      | Malcolm Wilkerson        | Már megint Malcolm      | Malcolm in the Middle   | Fox         |     |
| 2000 58. gála    | Ray Romano         | Raymond Barone           | Szeretünk Rajmond       | Everybody Loves Raymond | CBS         |     |
| 2001 59. gála    |                    |                          |                         |                         |             |     |
|                  | Charlie Sheen      | Charlie Crawford         | Kerge város             | Spin City               | ABC         |     |
| Tom Cavanagh     | Ed Stevens         | Ed                       | Ed                      | NBC                     |             |     |
| Kelsey Grammer   | Frasier Crane      | Frasier – A dumagép      | Frasier                 | NBC                     |             |     |
| Eric McCormack   | Will Truman        | Will és Grace            | Will & Grace            | NBC                     |             |     |
| Frankie Muniz    | Malcolm Wilkerson  | Már megint Malcolm       | Malcolm in the Middle   | Fox                     |             |     |
| 2002 60. gála    |                    |                          |                         |                         |             |     |
|                  | Tony Shalhoub      | Adrian Monk              | Monk – A flúgos nyomozó | Monk                    | USA         |     |
| Larry David      | önmaga             | Félig üres               | Curb Your Enthusiasm    | HBO                     |             |     |
| Matt LeBlanc     | Joey Tribbiani     | Jóbarátok                | Friends                 | NBC                     |             |     |
| Bernie Mac       | Bernie McCullough  |                          | The Bernie Mac Show     | Fox                     |             |     |
| Eric McCormack   | Will Truman        | Will és Grace            | Will & Grace            | NBC                     |             |     |
| 2003 61. gála    |                    |                          |                         |                         |             |     |
|                  | Ricky Gervais      | David Brent              | A hivatal               | The Office              | BBC         |     |
| Matt LeBlanc     | Joey Tribbiani     | Jóbarátok                | Friends                 | NBC                     |             |     |
| Bernie Mac       | Bernie McCullough  |                          | The Bernie Mac Show     | Fox                     |             |     |
| Eric McCormack   | Will Truman        | Will és Grace            | Will & Grace            | NBC                     |             |     |
| Tony Shalhoub    | Adrian Monk        | Monk – A flúgos nyomozó  | Monk                    | USA                     |             |     |
| 2004 62. gála    |                    |                          |                         |                         |             |     |
|                  | Jason Bateman      | Michael Bluth            | Az ítélet: család       | Arrested Development    | Fox         |     |
| Zach Braff       | John "J.D." Dorian | Dokik                    | Scrubs                  | NBC                     |             |     |
| Larry David      | önmaga             | Félig üres               | Curb Your Enthusiasm    | HBO                     |             |     |
| Matt LeBlanc     | Joey Tribbiani     | Joey                     | Joey                    | NBC                     |             |     |
| Tony Shalhoub    | Adrian Monk        | Monk – A flúgos nyomozó  | Monk                    | USA                     |             |     |
| Charlie Sheen    | Charlie Harper     | Két pasi – meg egy kicsi | Two and a Half Men      | CBS                     |             |     |
| 2005 63. gála    |                    |                          |                         |                         |             |     |
|                  | Steve Carell       | Michael Scott            | Office                  | The Office              | NBC         |     |
| Zach Braff       | John "J.D." Dorian | Dokik                    | Scrubs                  | NBC                     |             |     |
| Larry David      | önmaga             | Félig üres               | Curb Your Enthusiasm    | HBO                     |             |     |
| Jason Lee        | Earl Hickey        | A nevem Earl             | My Name Is Earl         | NBC                     |             |     |
| Charlie Sheen    | Charlie Harper     | Két pasi – meg egy kicsi | Two and a Half Men      | CBS                     |             |     |
| 2006 64. gála    |                    |                          |                         |                         |             |     |
|                  | Alec Baldwin       | Jack Donaghy             | A stúdió                | 30 Rock                 | NBC         |     |
| Zach Braff       | John "J.D." Dorian | Dokik                    | Scrubs                  | NBC                     |             |     |
| Steve Carell     | Michael Scott      | Office                   | The Office              | NBC                     |             |     |
| Jason Lee        | Earl Hickey        | A nevem Earl             | My Name Is Earl         | NBC                     |             |     |
| Tony Shalhoub    | Adrian Monk        | Monk – A flúgos nyomozó  | Monk                    | USA                     |             |     |
| 2007 65. gála    |                    |                          |                         |                         |             |     |
|                  | David Duchovny     | Hank Moody               | Kaliforgia              | Californication         | Showtime    |     |
| Alec Baldwin     | Jack Donaghy       | A stúdió                 | 30 Rock                 | NBC                     |             |     |
| Steve Carell     | Michael Scott      | Office                   | The Office              | NBC                     |             |     |
| Ricky Gervais    | Andy Millman       | Futottak még…            | Extras                  | HBO                     |             |     |
| Lee Pace         | Ned                | Halottnak a csók         | Pushing Daisies         | ABC                     |             |     |
| 2008 66. gála    |                    |                          |                         |                         |             |     |
|                  | Alec Baldwin       | Jack Donaghy             | A stúdió                | 30 Rock                 | NBC         |     |
| Steve Carell     | Michael Scott      | Office                   | The Office              | NBC                     |             |     |
| Kevin Connolly   | Eric Murphy        | Törtetők                 | Entourage               | HBO                     |             |     |
| David Duchovny   | Hank Moody         | Kaliforgia               | Californication         | Showtime                |             |     |
| Tony Shalhoub    | Adrian Monk        | Monk – A flúgos nyomozó  | Monk                    | USA                     |             |     |
| 2009 67. gála    |                    |                          |                         |                         |             |     |
|                  | Alec Baldwin       | Jack Donaghy             | A stúdió                | 30 Rock                 | NBC         |     |
| Steve Carell     | Michael Scott      | Office                   | The Office              | NBC                     |             |     |
| David Duchovny   | Hank Moody         | Kaliforgia               | Californication         | Showtime                |             |     |
| Thomas Jane      | Ray Drecker        | HUNG – Neki áll a zászló | Hung                    | HBO                     |             |     |
| Matthew Morrison | Will Schuester     | Glee – Sztárok leszünk!  | Glee                    | Fox                     |             |     |

### 2010-es évek
| Év                 | Színész                            | Színész                          | Szerep                           | Magyar cím           | Eredeti cím         | Adó |
| 2010 68. gála      |                                    |                                  |                                  |                      |                     |     |
| ------------------ | ---------------------------------- | -------------------------------- | -------------------------------- | -------------------- | ------------------- | --- |
| 2010 68. gála      |                                    | Jim Parsons                      | Sheldon Cooper                   | Agymenők             | The Big Bang Theory | CBS |
| 2010 68. gála      | Alec Baldwin                       | Jack Donaghy                     | A stúdió                         | 30 Rock              | NBC                 |     |
| 2010 68. gála      | Steve Carell                       | Michael Scott                    | Office                           | The Office           | NBC                 |     |
| 2010 68. gála      | Thomas Jane                        | Ray Drecker                      | HUNG – Neki áll a zászló         | Hung                 | HBO                 |     |
| 2010 68. gála      | Matthew Morrison                   | Will Schuester                   | Glee – Sztárok leszünk!          | Glee                 | Fox                 |     |
| 2011 69. gála      |                                    |                                  |                                  |                      |                     |     |
|                    | Matt LeBlanc                       | Matt LeBlanc                     | Sikersorozat                     | Episodes             | Showtime            |     |
| Alec Baldwin       | Jack Donaghy                       | A stúdió                         | 30 Rock                          | NBC                  |                     |     |
| David Duchovny     | Hank Moody                         | Kaliforgia                       | Californication                  | Showtime             |                     |     |
| Johnny Galecki     | Leonard Hofstadter                 | Agymenők                         | The Big Bang Theory              | CBS                  |                     |     |
| Thomas Jane        | Ray Drecker                        | HUNG – Neki áll a zászló         | Hung                             | HBO                  |                     |     |
| 2012 70. gála      |                                    |                                  |                                  |                      |                     |     |
|                    | Don Cheadle                        | Marty Kaan                       | Gátlástalanok                    | House of Lies        | Showtime            |     |
| Alec Baldwin       | Jack Donaghy                       | A stúdió                         | 30 Rock                          | NBC                  |                     |     |
| Louis C.K.         | Louie                              | Louie                            | Louie                            | FX                   |                     |     |
| Matt LeBlanc       | Matt LeBlanc                       | Sikersorozat                     | Episodes                         | Showtime             |                     |     |
| Jim Parsons        | Sheldon Cooper                     | Agymenők                         | The Big Bang Theory              | CBS                  |                     |     |
| 2013 71. gála      |                                    |                                  |                                  |                      |                     |     |
|                    | Andy Samberg                       | Jake Peralta                     | Brooklyn 99 – Nemszázas körzet   | Brooklyn Nine-Nine   | Fox                 |     |
| Jason Bateman      | Michael Bluth                      | Az ítélet: család                | Arrested Development             | Netflix              |                     |     |
| Don Cheadle        | Marty Kaan                         | Gátlástalanok                    | House of Lies                    | Showtime             |                     |     |
| Michael J. Fox     | Mike Henry                         |                                  | The Michael J. Fox Show          | NBC                  |                     |     |
| Jim Parsons        | Sheldon Cooper                     | Agymenők                         | The Big Bang Theory              | CBS                  |                     |     |
| 2014 72. gála      |                                    |                                  |                                  |                      |                     |     |
|                    | Jeffrey Tambor                     | Maura Pfefferman                 | Nincs titok                      | Transparent          | Amazon Prime Video  |     |
| Louis C.K.         | Louie                              | Louie                            | Louie                            | FX                   |                     |     |
| Don Cheadle        | Marty Kaan                         | Gátlástalanok                    | House of Lies                    | Showtime             |                     |     |
| Ricky Gervais      | Derek Noakes                       | Derek                            | Derek                            | Netflix              |                     |     |
| William H. Macy    | Frank Gallagher                    | Shameless – Szégyentelenek       | Shameless                        | Showtime             |                     |     |
| 2015 73. gála      |                                    |                                  |                                  |                      |                     |     |
|                    | Gael García Bernal                 | Rodrigo De Souza                 | Mozart a dzsungelben             | Mozart in the Jungle | Prime Video         |     |
| Aziz Ansari        | Dev Shah                           | Master of None – Majdnem elég jó | Master of None                   | Netflix              |                     |     |
| Rob Lowe           | Dean Sanderson Jr.                 | Jogászok ásza                    | The Grinder                      | Fox                  |                     |     |
| Patrick Stewart    | Walter Blunt                       | Blunt Talk                       | Blunt Talk                       | Starz                |                     |     |
| Jeffrey Tambor     | Maura Pfefferman                   | Nincs titok                      | Transparent                      | Prime Video          |                     |     |
| 2016 74. gála      |                                    |                                  |                                  |                      |                     |     |
|                    | Donald Glover                      | Earnest "Earn" Marks             | Atlanta                          | Atlanta              | FX                  |     |
| Anthony Anderson   | Andre "Dre" Johnson, Sr.           | Feketék fehéren                  | Black-ish                        | ABC                  |                     |     |
| Gael García Bernal | Rodrigo De Souza                   | Mozart a dzsungelben             | Mozart in the Jungle             | Prime Video          |                     |     |
| Nick Nolte         | Richard Graves                     | Graves                           | Graves                           | Epix                 |                     |     |
| Jeffrey Tambor     | Maura Pfefferman                   | Nincs titok                      | Transparent                      | Amazon Prime Video   |                     |     |
| 2017 75. gála      |                                    |                                  |                                  |                      |                     |     |
|                    | Aziz Ansari                        | Dev Shah                         | Master of None – Majdnem elég jó | Master of None       | Netflix             |     |
| Anthony Anderson   | Andre "Dre" Johnson, Sr.           | Feketék fehéren                  | Black-ish                        | ABC                  |                     |     |
| Kevin Bacon        | Dick                               |                                  | I Love Dick                      | Prime Video          |                     |     |
| William H. Macy    | Frank Gallagher                    | Shameless – Szégyentelenek       | Shameless                        | Showtime             |                     |     |
| Eric McCormack     | Will Truman                        | Will és Grace                    | Will & Grace                     | NBC                  |                     |     |
| 2018 76. gála      |                                    |                                  |                                  |                      |                     |     |
|                    | Michael Douglas                    | Sandy Kominsky                   | A Kominsky-módszer               | The Kominsky Method  | Netflix             |     |
| Jim Carrey         | Jeff Piccirillo                    | Most nevess!                     | Kidding                          | Showtime             |                     |     |
| Sacha Baron Cohen  | több szereplő                      |                                  | Who Is America?                  | Showtime             |                     |     |
| Donald Glover      | Earnest "Earn" Marks               | Atlanta                          | Atlanta                          | FX                   |                     |     |
| Bill Hader         | Barry Berkman / Barry Block        | Barry                            | Barry                            | HBO                  |                     |     |
| 2019 77. gála      |                                    |                                  |                                  |                      |                     |     |
|                    | Ramy Youssef                       | Ramy Hassan                      |                                  | Ramy                 | Hulu                |     |
| Michael Douglas    | Sandy Kominsky                     | A Kominsky-módszer               | The Kominsky Method              | Netflix              |                     |     |
| Bill Hader         | Barry Berkman / Barry Block        | Barry                            | Barry                            | HBO                  |                     |     |
| Ben Platt          | Payton Hobart                      | A politikus                      | The Politician                   | Netflix              |                     |     |
| Paul Rudd          | Miles Elliot / Miles Elliot klónja | Az élet önmagammal               | Living with Yourself             | Netflix              |                     |     |

### 2020-as évek
| Év               | Színész                     | Színész                   | Szerep                       | Magyar cím     | Eredeti cím | Adó       |
| 2020 78. gála    |                             |                           |                              |                |             |           |
| ---------------- | --------------------------- | ------------------------- | ---------------------------- | -------------- | ----------- | --------- |
| 2020 78. gála    |                             | Jason Sudeikis            | Ted Lasso                    | Ted Lasso      | Ted Lasso   | Apple TV+ |
| 2020 78. gála    | Don Cheadle                 | Maurice Monroe            | Fekete hétfő                 | Black Monday   | Showtime    |           |
| 2020 78. gála    | Nicholas Hoult              | III. Péter cár            | Nagy Katalin – A kezdetek    | The Great      | Hulu        |           |
| 2020 78. gála    | Eugene Levy                 | Johnny Rose               |                              | Schitt's Creek | Pop TV      |           |
| 2020 78. gála    | Ramy Youssef                | Ramy Hassan               | Ramy                         | Ramy           | Hulu        |           |
| 2021 79. gála    |                             |                           |                              |                |             |           |
|                  | Jason Sudeikis              | Ted Lasso                 | Ted Lasso                    | Ted Lasso      | Apple TV+   |           |
| Anthony Anderson | Andre "Dre" Johnson, Sr.    | Feketék fehéren           | Black-ish                    | ABC            |             |           |
| Nicholas Hoult   | III. Péter cár              | Nagy Katalin – A kezdetek | The Great                    | Hulu           |             |           |
| Steve Martin     | Charles-Haden Savage        | Gyilkos a házban          | Only Murders in the Building | Hulu           |             |           |
| Martin Short     | Oliver Putnam               | Gyilkos a házban          | Only Murders in the Building | Hulu           |             |           |
| 2022 80. gála    |                             |                           |                              |                |             |           |
|                  | Jeremy Allen White          | Carmen 'Carmy' Berzatto   | A mackó                      | The Bear       | FX          |           |
| Donald Glover    | Earnest "Earn" Marks        | Atlanta                   | Atlanta                      | FX             |             |           |
| Bill Hader       | Barry Berkman / Barry Block | Barry                     | Barry                        | HBO            |             |           |
| Steve Martin     | Charles-Haden Savage        | Gyilkos a házban          | Only Murders in the Building | Hulu           |             |           |
| Martin Short     | Oliver Putnam               | Gyilkos a házban          | Only Murders in the Building | Hulu           |             |           |
| 2023 81. gála    |                             |                           |                              |                |             |           |
|                  | Jeremy Allen White          | Carmen 'Carmy' Berzatto   | A mackó                      | The Bear       | FX          |           |
| Jason Segel      | Jimmy Laird                 | Direkt terápia            | Shrinking                    | Apple TV+      |             |           |
| Bill Hader       | Barry Berkman / Barry Block | Barry                     | Barry                        | HBO            |             |           |
| Steve Martin     | Charles-Haden Savage        | Gyilkos a házban          | Only Murders in the Building | Hulu           |             |           |
| Martin Short     | Oliver Putnam               | Gyilkos a házban          | Only Murders in the Building | Hulu           |             |           |
| Jason Sudeikis   | Ted Lasso                   | Ted Lasso                 | Ted Lasso                    | Apple TV+      |             |           |
| 2024 82. gála    |                             |                           |                              |                |             |           |
|                  | Jeremy Allen White          | Carmen 'Carmy' Berzatto   | A mackó                      | The Bear       | FX          |           |
| Adam Brody       | Noah Roklov                 | Bármit, csak ezt ne       | Nobody Wants This            | Netflix        |             |           |
| Ted Danson       | Charles Nieuwendyck         | Beépített öregúr          | A Man on the Inside          | Netflix        |             |           |
| Steve Martin     | Charles-Haden Savage        | Gyilkos a házban          | Only Murders in the Building | Hulu           |             |           |
| Martin Short     | Oliver Putnam               | Gyilkos a házban          | Only Murders in the Building | Hulu           |             |           |
| Jason Segel      | Jimmy Laird                 | Direkt terápia            | Shrinking                    | Apple TV+      |             |           |

## Fordítás
- Ez a szócikk részben vagy egészben  a   Golden Globe Award for Best Actor – Television Series Musical or Comedy című angol Wikipédia-szócikk fordításán alapul.  Az eredeti cikk szerkesztőit annak laptörténete sorolja fel. Ez a jelzés csupán a megfogalmazás eredetét és a szerzői jogokat jelzi, nem szolgál a cikkben szereplő információk forrásmegjelöléseként.